# Jesús Garibay García
José de Jesús Garibay García es un político mexicano, miembro del Partido de la Revolución Democrática, ha sido diputado federal y es senador de la República por Michoacán.
Fue elegido diputado federal por el IX Distrito Electoral Federal de Michoacán a la LVIII Legislatura de 2000 a 2003, legislatura durante la cual perteneció a las comisiones de Energía y de Medio Ambiente, siendo Secretario de esta última.
En 2006 fue elegido senador suplente de Leonel Godoy Rangel para el periodo que culmina en 2012 y asumió la Senaduría el 10 de abril de 2007 al solicitar licencia Godoy para participar en la elección interna del PRD para Gobernador de Michoacán.